# Фрадес-де-ла-Сьєрра
Фрадес-де-ла-Сьєрра (ісп. Frades de la Sierra) — муніципалітет в Іспанії, у складі автономної спільноти Кастилія-і-Леон, у провінції Саламанка. Населення — 221 особа (2010).
Муніципалітет розташований на відстані близько 180 км на захід від Мадрида, 35 км на південь від Саламанки.
На території муніципалітету розташовані такі населені пункти: (дані про населення за 2010 рік)
- Фрадес-де-ла-Сьєрра: 211 осіб
- Наварредонда-де-Сальватьєрра: 10 осіб

## Демографія
Динаміка населення (INE ):

## Зовнішні посилання
- Провінційна рада Саламанки: індекс муніципалітетів [Архівовано 23 квітня 2009 у Wayback Machine.]
- Посилання на Google Maps